# Neoxyphinus xyphinoides
Neoxyphinus xyphinoides là một loài nhện trong họ Oonopidae.
Loài này thuộc chi Neoxyphinus. Neoxyphinus xyphinoides được miêu tả năm 1942 bởi Ralph Vary Chamberlin & Ivie.